# 吕桑日
吕桑日（法語：Lucinges，亦作，法語發音：[lysɛ̃ʒ]）是法国上萨瓦省的一个市镇，属于圣于连昂热讷瓦区。

## 地理
吕桑日（46°11'24.2"N, 6°19'6.4"E）面积7.69 平方千米，位于法国奥弗涅-罗讷-阿尔卑斯大区上萨瓦省，该省份为法国东部省份，历史上为薩伏依的一部分，北与瑞士接壤，西接安省，南至萨瓦省，东与瑞士和意大利接壤。
与吕桑日接壤的市镇（或旧市镇、城区）包括：博讷、克朗沃-萨勒、菲兰日、圣安德烈德博埃日。
吕桑日的时区为UTC+01:00、UTC+02:00（夏令时）。

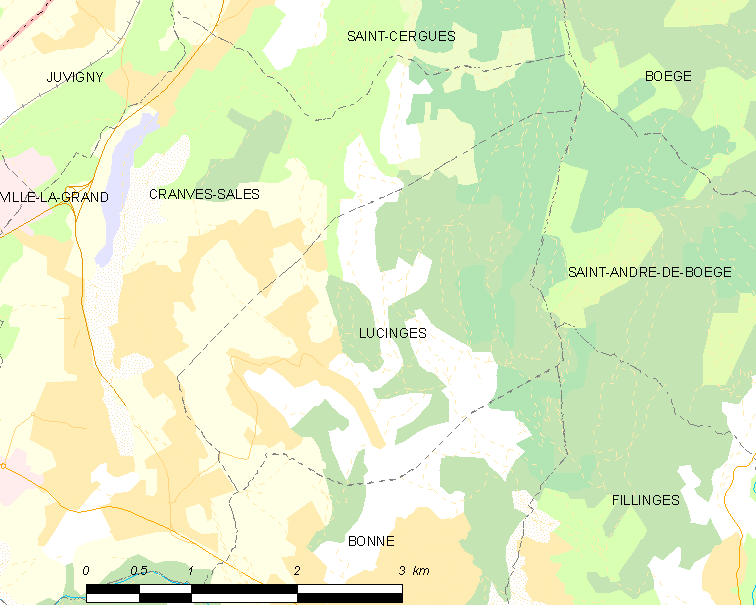
吕桑日的OSM定位图

## 行政
吕桑日的邮政编码为74380，INSEE市镇编码为74153。

## 政治
吕桑日所属的省级选区为加亚尔县。

## 人口

1962-2008年间吕桑日人口变化图示

吕桑日于2022年1月1日时的人口数量为1709人。